# Песчаная скульптура
Песчаный замок — это тип песчаной скульптуры, похожий на здание, часто на дворец. Два основных строительных ингредиента, песок и вода, доступны в избытке на песчаном пляже, поэтому большинство игр с песком случаются там или в песочнице. Пляжи, подверженные действию приливов, имеют песок, ограничивающий высоту и структуру из-за формы песчинок. Хорошие скульптуры получаются из немного грязного песка с примесями ила и глины, которые помогают связать вместе песчинки неправильной формы. Вариант песчаного замка — это капельный замок, сделанный смешиванием песка с водой и капанием его из кулака, поднятого сверху. Когда смесь из песка и воды падает на уже существующие песчаные структуры, получается стиль Антони Гауди-и-Корнета. Песчаные замки обычно делаются детьми, просто для забавы, но также существуют конкурсы песчаных скульптур для взрослых, которые касаются больших, сложных конструкций. Примером чрезвычайно сложного песчаного арта служит буддистская мандала.

## Соревнования
С 1989 года в Harrison Hot Springs (Канада, Британская Колумбия) проводится Мировой чемпионат песчаных скульптур, также известный как «Harrisand». Соревнование включает одиночные, двойные и командные категории. Наивысший в мире песчаный замок был построен на Myrtle Beach в Южной Каролине на Sun Fun Festival в 2007 году. Сооружение имело высоту 15,1 м. Постройка заняла 10 дней и было использовано 300 грузовиков песка.
В 2019 году в Германии был построен замок высотой 17,5 метров. Новое достижение установлено в 2021 году в городе Блохус на севере Дании, где скульптором из Ижевска Тимуром Абдулганиевым с командой из 30 мастеров создана песчаная конструкция в виде пирамиды высотой 21 метр, на которую ушло почти 6 тысяч тонн песка, около месяца трамбовки и еще около двух недель резки.

## Постройка
Песчинки не будут держаться вместе, пока песок сухой. В то время как сухой песок рассыпается, мокрый слипается, если в смеси песок и вода подобраны в правильных пропорциях. Согласно программе Coast на BBC, идеальное соотношение — это восемь частей сухого песка к одной части воды. Когда песок высыхает или увлажняется, форма сооружения может меняться; оползни возникают из-за этой же природы. К тому же смешивание песчинок хороших (в основном острых) и грубых крупных песчинок очень важно для достижения хороших результатов песчаного конструирования.
Мелкие, обычно острые песчинки могут быть сглажены природным воздействием морей и рек. В свою очередь, мелкие песчинки негативно влияют на крепкость песка, так как легче скользят. Таким образом, необходимо искать наиболее подходящий песок для достижения оптимальной безоползневой конструкции.
Главным строительным инструментом являются лопаты, хотя некоторые люди пользуются только руками. Морская вода может быть доставлена к стройплощадке в ведре или иной ёмкости. Иногда добавляют другие материалы, такие как кусочки дерева, для укрепления конструкции.
Ваяние песчаных скульптур как форма искусства стало популярным в последние годы, особенно на прибрежных пляжных территориях. Сотни ежегодных соревнований проводятся по всему миру. Методы могут быть довольно сложны, и достижения, бьющие рекорды, записываются в Книгу рекордов Гиннеса. Иногда состязания организовываются как рекламные или промоутерские события.
Некоторые скульпторы песчаных замков — пуристы, они не используют искусственные материалы, формочки, опалубки, подкрашивание, склеивание или тяжёлые механизмы. Один такой пурист, G. Augustine Lynas, строит песчаные замки для публики уже на протяжении 50 лет. Однако на соревнованиях песчаных скульптур правила часто требуют, чтобы законченная структура была опрыскана стабилизирующим покрытием, что сохраняет сооружения и позволяет работе быть должным образом оценённой и понравиться зрителям. Закреплённые скульптуры могут стоять до нескольких месяцев. В России для этих целей иногда применяют просто смесь клея ПВА с водой.

## Профессиональные компании песчаных скульпторов
В последние годы множество мастеров сформировали компании, специально направленные на создание песчаных скульптур. Эти компании нашли рыночную нишу с корпоративными и частными клиентами, ищущими продвижения бизнеса или продукта или просто для удивления их клиентов на специальных событиях. В то время как для большинства таких бизнесменов это занятие не основное, некоторые, такие как «Fitzy Snowman Sculpting» и «Sand Scapes», специализируются на этом. Ежегодно в России проходят международные фестивали и выставки песчаных скульптур, основателем и организатором проведения которых является Культурный центр Вьюговей Архивная копия от 18 декабря 2016 на Wayback Machine.

## Другие песчаные игры
Одно из главных развлечений на песчаном пляже, особенно для детей — это игры с песком, которые представляют больше возможностей, чем в обычной песочнице. Можно делать горки, ямки (встречая глину или подземные воды), каналы, туннели, мосты, скульптуры (представляющие людей, животных, и т. д. подобно статуям, или масштабные модели зданий), и т. д.
Для сдерживания воды можно строить запруды из песка. Особенно среди детей это занятие популярно весной, когда начинает таять снег. Ручьи талой воды перекрываются песком, вода накапливается, в резервуар пускаются кораблики. Когда плотина уже не может сдерживать объём воды, насыпь открывается и поток воды несёт кораблики дальше и быстрее.
Закапывание кого-то в песок по шею или закапывание самого себя — тоже популярное пляжное развлечение.
Детские забавы с песком на берегу известны с древнейших времён, например, в «Илиаде», песнь XV, ст. 360—363 читаем:

… рассыпал он стену данаев

Так же легко, как играющий отрок песок возле моря,

Если когда из песку он детскую сделав забаву,

Снова ее рукой и ногой рассыпает, резвяся.

## Ресурсы
- Игры на пляже Архивная копия от 25 мая 2010 на Wayback Machine — статьи сайта Игрокопилка
- Самые необычные скульптуры из песка Архивная копия от 2 ноября 2012 на Wayback Machine
- Межрегиональный фестиваль песчаной фигуры г. Братск 2012
- Искусство создания песчаной скульптуры в России Архивная копия от 20 декабря 2016 на Wayback Machine